# Adauto (cacique)
O cacique Adauto foi um líder indígena no noroeste do Rio Grande do Sul, na época da fundação das reduções jesuíticas.

## Biografia
Era sogro do cacique Quarobaí, um dos primeiros que receberam os missionários na região do rio Uruguai. Sua importância histórica está no fato de ter defendido os padres Roque Gonzales, João de Castilho e Afonso Rodrigues, quando foram brutalmente assassinados por índios contrários à catequese jesuíta, sofrendo o martírio com eles em 15 de novembro de 1628. O padre Antonio Ruiz de Montoya deixou um testemunho sobre o acontecido:  
"Um venerável ancião, cacique entre os principais, a quem o amor de ser cristão retinha, repreendeu os culpados daquele crime atroz e fê-lo com palavras graves e frontalmente diretas, expondo-lhes a afabilidade, o amor e as dádivas, sendo a maior delas a da fé católica, com que pretendiam enriquecê-lo os padres. A ira e o furor perderam o respeito às veneráveis cãs, sendo que o cercaram e com golpes cruéis o deixaram morto. Ditosa a sua morte, pois com intrepidez cristã, numa ocasião de perigo tão evidente de sua vida, tomou partido pela verdade católica e, como julgamos, não sem impulso sobrenatural da fé".

## Beatificação
Há um movimento para incluí-lo na lista de santos, junto de Roque Gonzales e os outros mártires jesuítas do Brasil, em virtude de ter recebido o batismo de sangue defendendo a fé católica. Foi beatificado em 1934, e em 1988 João de Castilho e os outros mártires foram canonizados pelo Papa João Paulo II, com a exceção do cacique.